# Park Cegielnia w Żorach

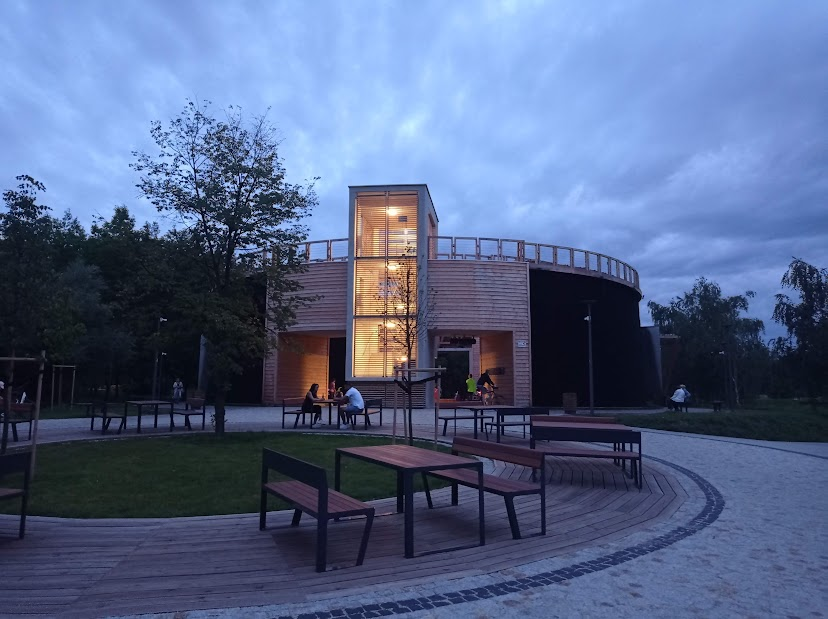
Tężnia na terenie parku, 2023

Park Cegielnia – park rekreacyjny w Żorach, w województwie śląskim. Park znajduje się w obrębie ulic Folwareckiej i Wodzisławskiej.  

## Historia
Dawniej w miejscu obecnego parku przy ul. Folwareckiej znajdował się duży zakład, w którym wytwarzano cegłę. Zakład przestał działać na początku lat 90. XX wieku. Budynki cegielni zostały rozebrane w 1993 roku, na ich miejscu powstał miejski park Cegielnia. 

## Opis parku
W parku znajduje się m.in.: plac zabaw dla dzieci oraz park linowy (o powierzchni 400 m²), profesjonalne miasteczko ruchu drogowego, gdzie dzieci mogą poznać zasady ruchu (rondo, sygnalizacja świetlna, próg zwalniający, ulica jednokierunkowa) i znaków drogowych (poziomych i pionowych), skatepark, w którym do dyspozycji jest kilka ramp i innych urządzeń o różnym stopniu trudności, np. tzw. „bowl”, street workout park, a także siłownia zewnętrzna.  
Cały teren żorskiego parku otacza tor rolkowy. W parku również są ścieżki rowerowe i samoobsługowa stacja naprawy rowerów.   
Obecnie w parku trwa budowa tężni solankowej z okazji 750-lecia Żor. Inwestycja ma kosztować 5,1 mln złotych. Tężnia wybudowana zostanie na części parku od strony ulicy Wodzisławskiej, niedaleko zielonego labiryntu.   
Park Cegielnia zwyciężył w internetowym głosowaniu na Najlepszą Przestrzeń Publiczną Województwa Śląskiego 2016.   

## Galeria

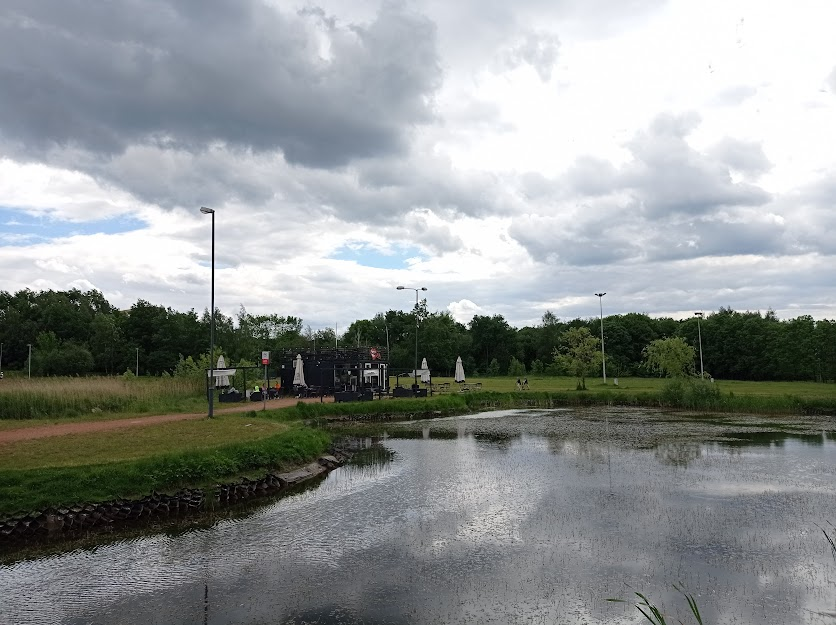
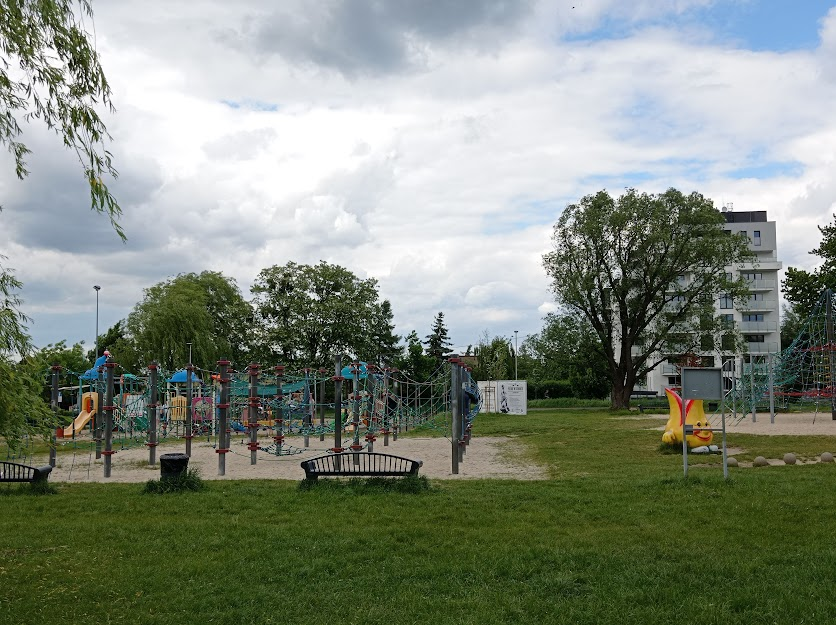
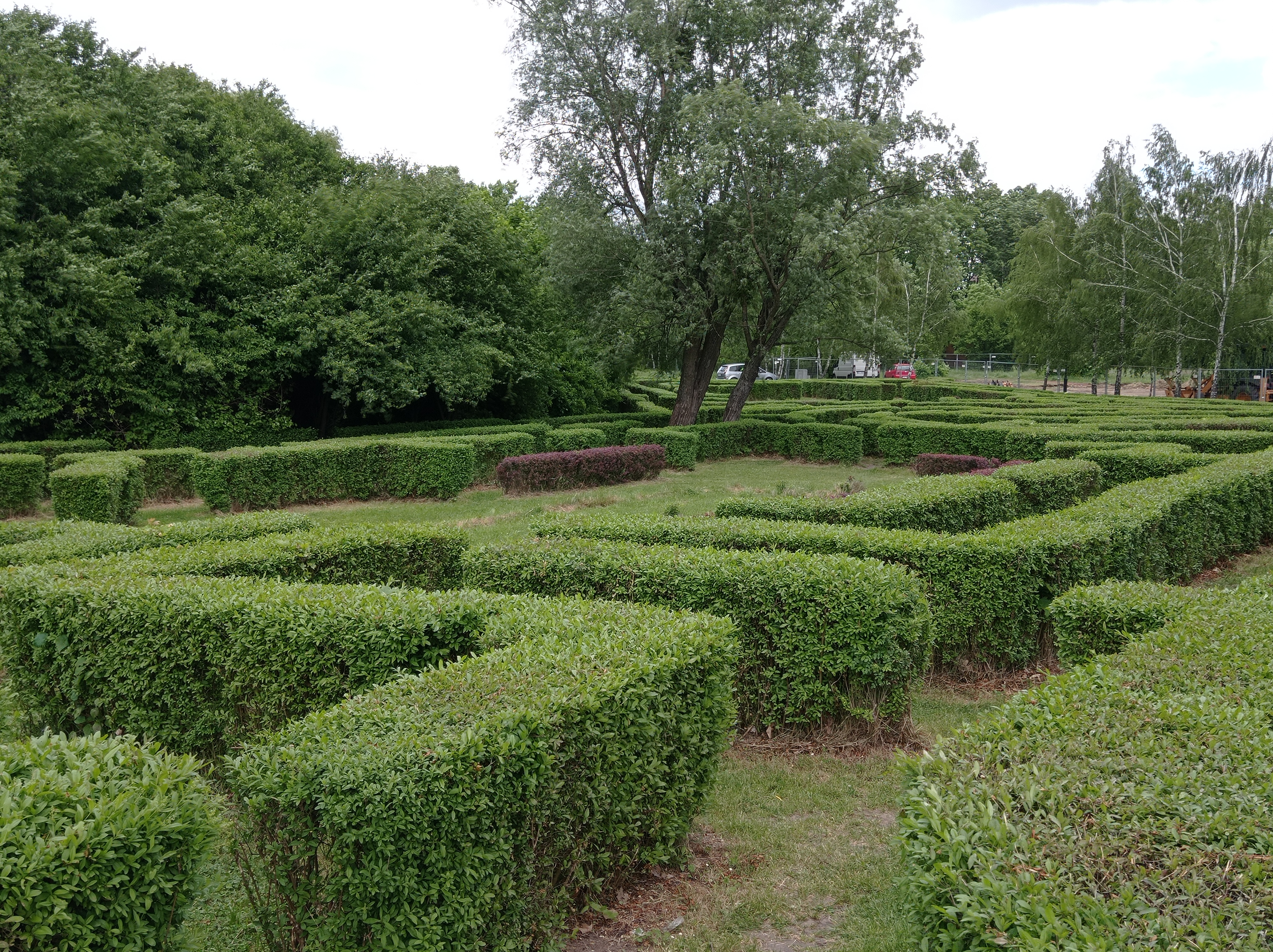
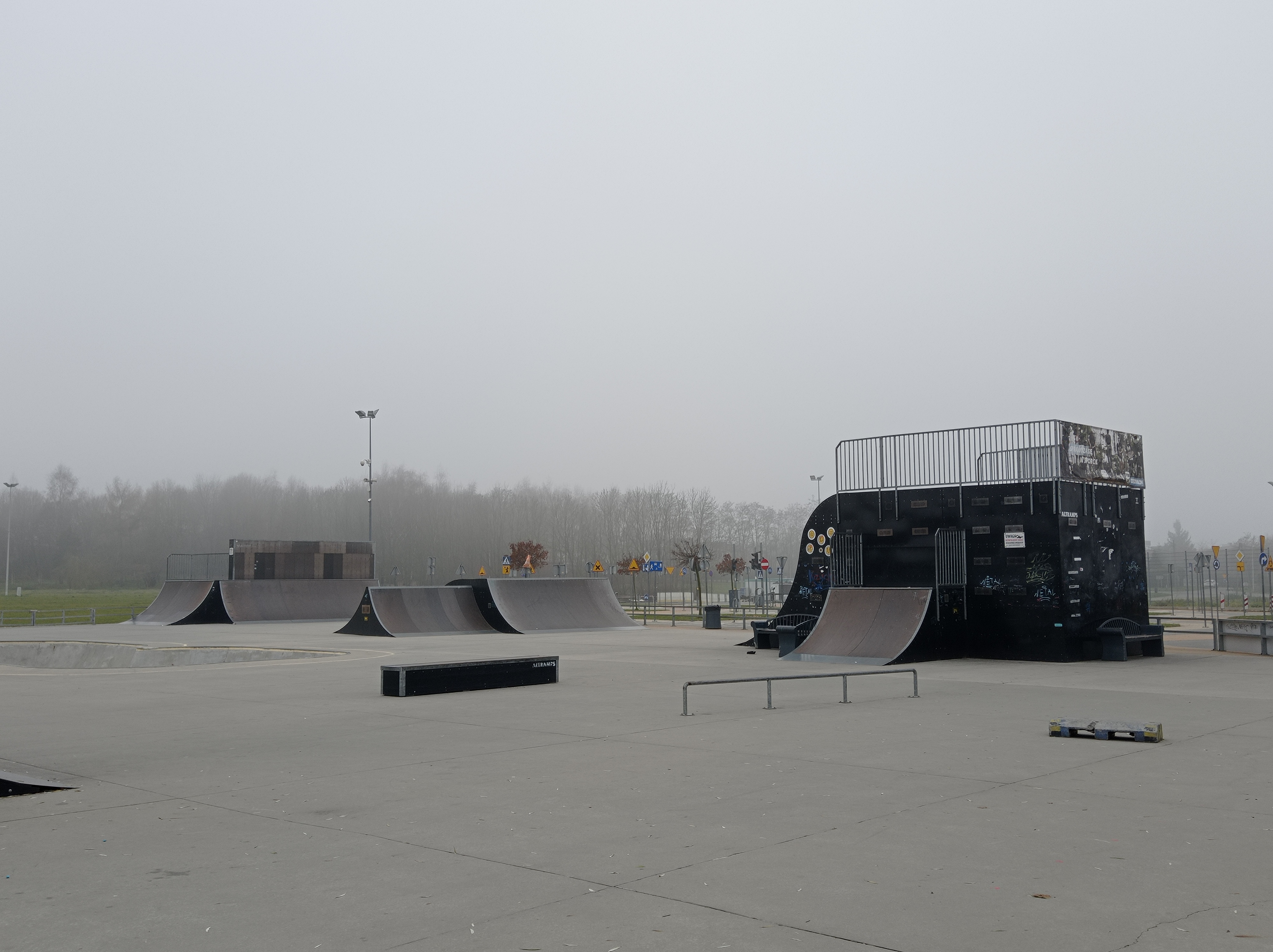
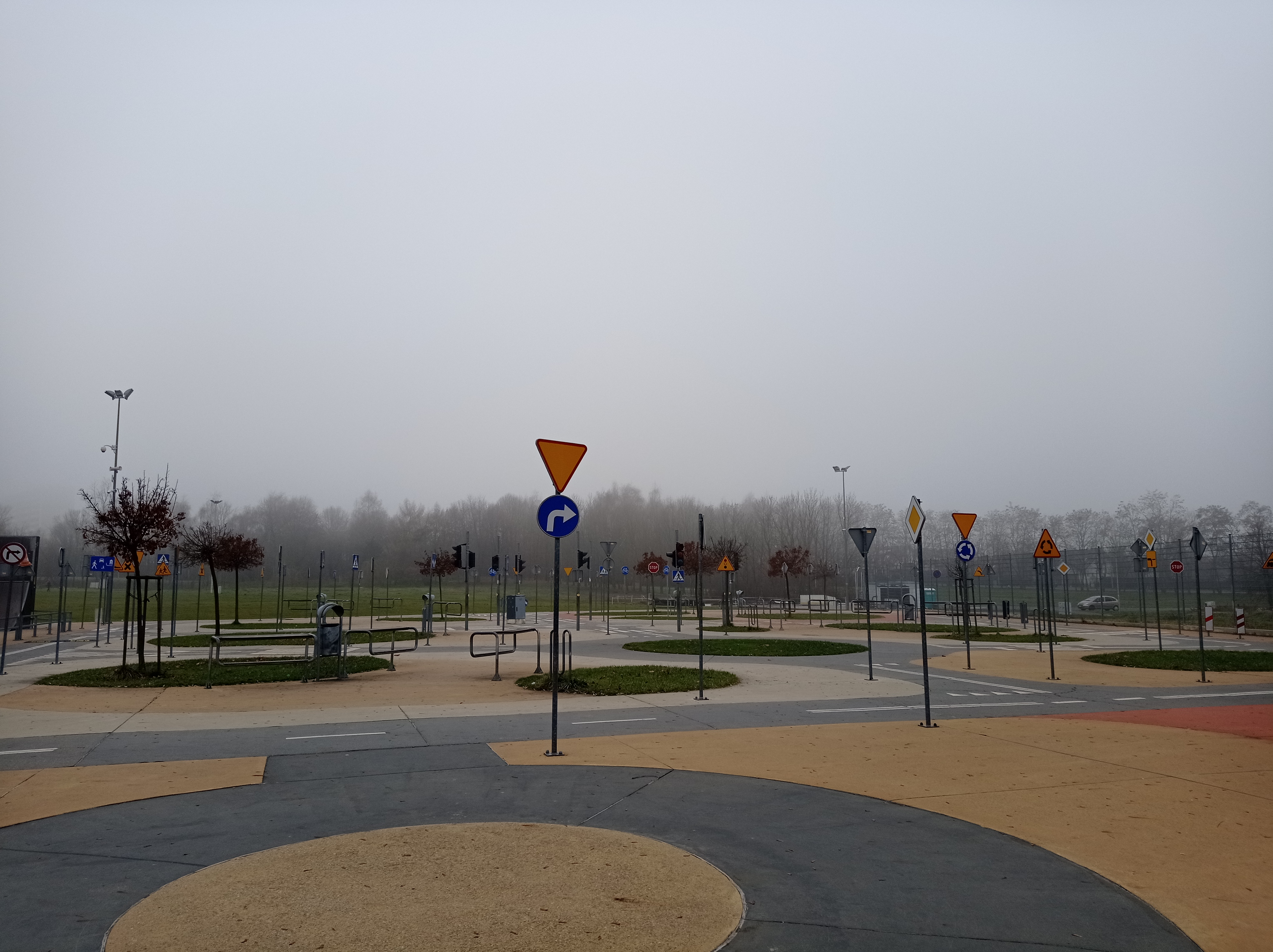
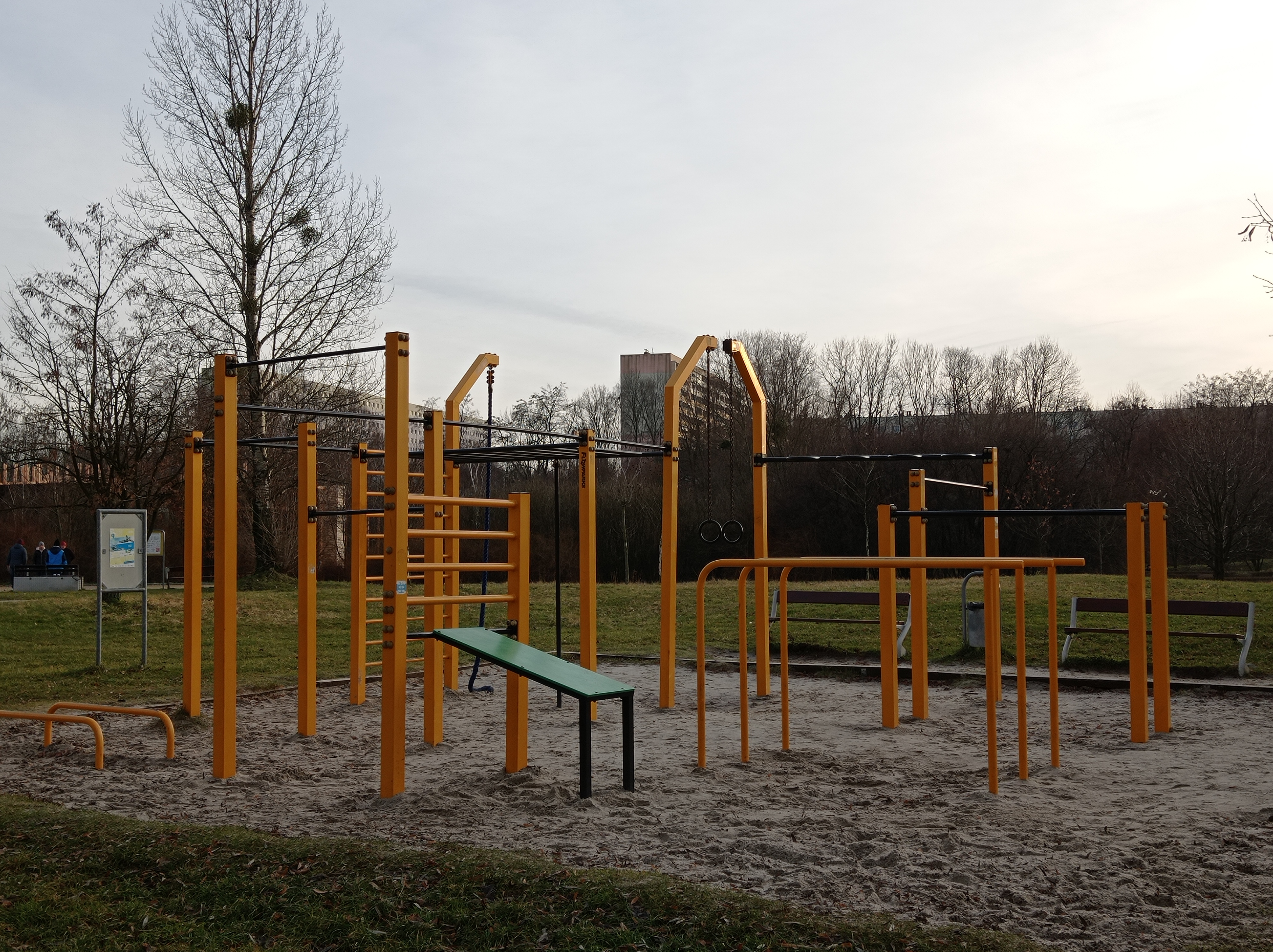
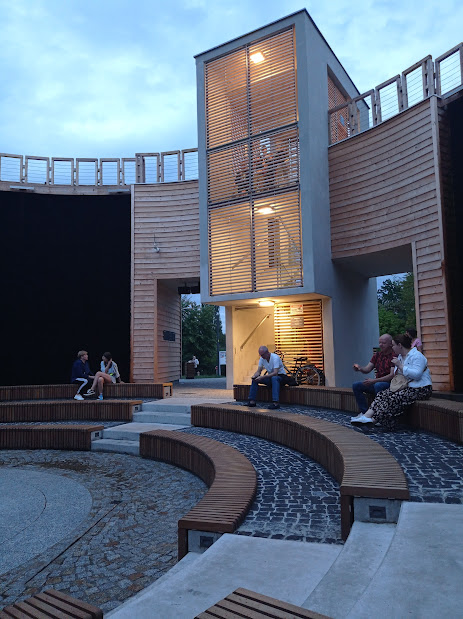
Tężnia w środku
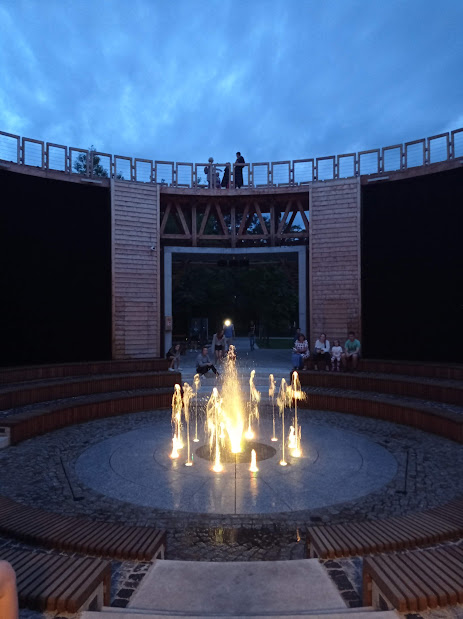
Fontanna
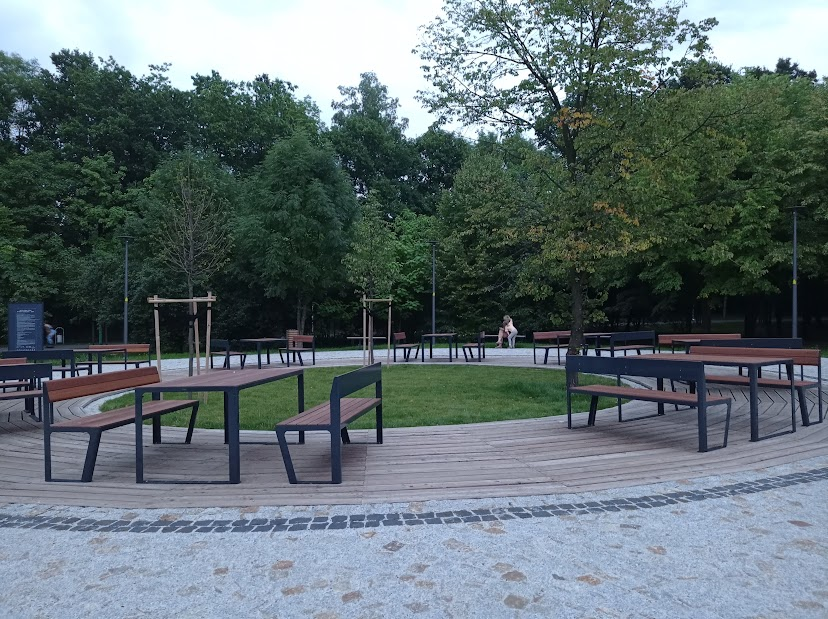
Mały skwer obok tężni